# Battaglia di Palluau
La battaglia di Palluau è stata una battaglia della prima guerra di Vandea combattuta il 15 maggio 1793 a Palluau.

## La battaglia
François Charette dopo aver preso Legé abbandonata dal generale Boulard, lo ritrovò il 15 maggio a Palluau. I vandeani divisero il loro esercito posizionando a nord Charette e Vrignault con il grosso delle truppe, Savin a ovest e Joly a sud-est per tagliargli la ritirata. A nord, un ufficiale vandeano avanzò di fronte contro le linee repubblicane, che imitarono la battaglia di Fontenoy, facendoli tirare per primi, i vandeani risposero al fuoco con il loro unico cannone, che però non causò alcun danno. I repubblicani risposero più efficacemente e i vandeani, eccetto gli uomini di Le Loroux, si rifugiarono nelle case.
A sud, Joly e i suoi 900 uomini furono respinti e Savin, che nel frattempo era arrivato sul campo di battaglia, fece aprire il fuoco colpendo per errore i cavalieri di Charette, che ripiegando, mandarono in confusione la fanteria. Così sotto il fuoco dell'artiglieria i vandeani si diedero alla fuga.
Charette riportò i suoi uomini a Legé, mentre Boulard, che aveva perso soltanto alcuni uomini, non poté approfittare della vittoria, a Les Sables-d'Olonne infatti i soldati disertarono per tornare nei loro paesi e Boulard fu incaricato di proteggere la città.